# Duel (album)
Duel is het derde studioalbum van de Nederlandse band Nasmak. en kwam uit in 1983 op Plurex Records. Joop van Brakel verliet kort voor het uitkomen van het album de band en verhuisde naar Amsterdam.

## Muziek
Dit album is modieuzer dan zijn voorganger 4our Clicks. De band heeft zich laten inspireren door Afrikaanse ritmes en Japanse melodieën. De plaat klinkt dan ook exotischer en minder hoekig dan 4our Clicks.
Het album bevat subtiele noise en kleine geluidjes wat de muziek sferisch maakt.

## Bandleden
- Theo Van Eenbergen (bas, synthesizer)
- Toon Bressers (percussie, zang, gitaar)
- Joop Van Brakel (drums, gitaar)
- Henk Janssen (bas, keyboards)

## Nummers kant a
Alle muziek en teksten zijn geschreven door Nasmak. 
| Nr. | Titel     | Duur  |
| --- | --------- | ----- |
| 1.  | Plaster   | 03:40 |
| 2.  | Me Rex    | 04:24 |
| 3.  | Matter    | 04:41 |
| 4.  | This Spot | 05:05 |

## Nummers kant b
Alle muziek en teksten zijn geschreven door Nasmak. 
| 1.                 | Duel with Unequal Arms       | 03:26 |
| 2.                 | Sunk in Sight of the Harbour | 04:54 |
| 3.                 | Pride of Soul                | 03:11 |
| 4.                 | Mutual Repulsion             | 03:29 |
| Totale duur: 32:50 |                              |       |